# Revolvers 1882 et 1882/1929
Les revolvers d'ordonnance suisses modèles 1882 et 1882/1929 remplacèrent les revolvers 1872 et 1878 dont il constituent des dérivés améliorés. Ils diffèrent surtout du modèle 1878 par un calibre plus petit. 

## Histoire
Ces armes furent toutes deux inventés par Rudolf Schmidt  et produite par la Fabrique fédérale d'armes à feu de Berne (et par SIG pour les acheteurs civils). Leur système de détente à double action a été repris par la plupart des revolvers de ce type. Le 1882 est l'un des rares revolvers à recevoir un étui-crosse. L'adoption du 1882/1929 résulte d'une volonté d'économie des militaires suisses. Leur portée est de 50 m. La cadence de tir était de 18 coups par minute. Malgré l'adoption des Luger 1900/1906, puis des Sig P210, ils restèrent en dotation dans certains corps secondaires jusque dans les années 70.
À noter que ce revolver (modèles 1882 et 1882/29) est entré depuis 2007 dans la catégorie des "armes de panoplie" (vente non réglementée) en Belgique.

## Spécifications techniques

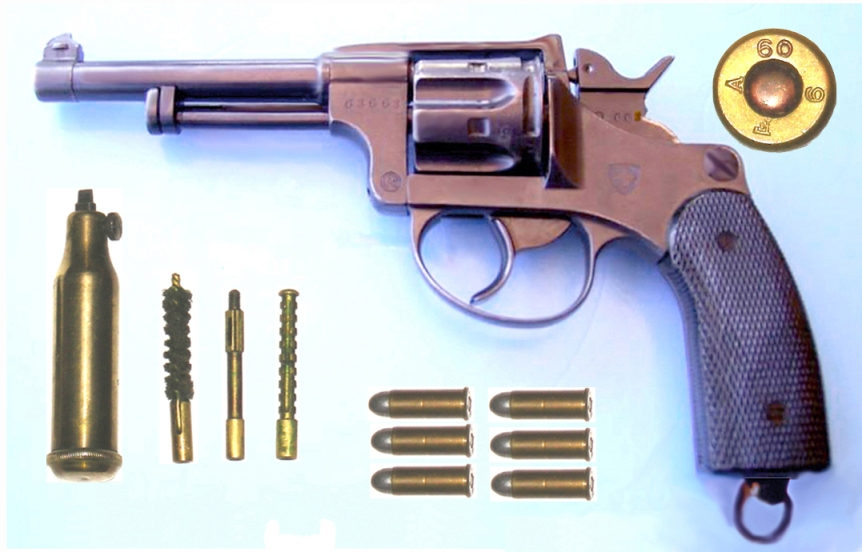
Revolver Model 1882/29

Les données sont quasiment identiques à l'exception de la masse :
- Fonctionnement : Double action, tige d'éjection, portière de chargement.
- Munition 	7,5 mm Ordonnance 1882 chargées à 0.7 g de poudre noire. Pour le tir sportif actuel, la munition .32 S&W Long peut-être employée (attention, les étuis ont tendance à se fendre). Mieux vaut fabriquer une cartouche à base de 32-20 en la raccourcissant et la calibrant.

- Capacité 	6 cartouches
- Masse à vide : 
  - du Mle 1882 sans l'étui : 790 g
  - du Mle 1882/1929 : 770 g
- Longueur : 22,5 cm
- Longueur du canon : 11,6 cm

## Sources francophones
Cette notice est issue de la lecture des revues spécialisées et documents suivants :
- AMI (B, disparue en 1988)
- Cibles (Fr)
- Gazette des armes (Fr)
- Action Guns  (Fr)
- Le Revolver Suisse Modèle 1882 Expliqué: Ebook par Gérard Henrotin (H&L Publishing - HLebooks.com 2009)